# Крылов, Василий Васильевич (писатель)
Шулдыр Васли (Крылов Василий Васильевич; 4 мая 1953, село Арино — 4 августа 2010, Йошкар-Ола, Марий Эл) — марийский поэт, писатель и радиожурналист. Председатель Союза писателей Марий Эл. Главный редактор детского журнала «Ямде лий» («Будь на страже»). Его произведения печатались в переводе на горномарийский, русский, чувашский, коми и другие языки.
Участник мировых Конгрессов финно-угорских народов (Сыктывкар, Хельсинки, Таллинн).

## Биография
Родился в селе Арино Моркинского района Марийской АССР. Учился в средней школе имени Сергея Чавайна. В 1970 г. вступил в Марийское республиканское культурно-просветительское училище. С 1973 года студент историко-филологического факультета Марийского государственного университета. С детства увлекался спортом, музыкой и литературой.
После окончания университета 13 лет работал журналистом на марийском радио. В 1991—1997 годах — главный редактор детской газеты «Ямде лий». В последние годы возглавлял правление Союза писателей Республики Марий Эл, работал директором издания «Марий журнал».

## Литературная карьера
Творческую деятельность начал после посещения литературного объединения «Морк палаш» при районной газете «Колхозная правда», где было напечатано его первое стихотворение «Потишкем» («Валенки»). Стал юниором газеты «Ямде лий». В студенческие годы — член и староста литобъединения «палаш», постоянно участвовал в семинарах «Литературная осень».
В 1985 году Марийское книжное издательство выпустило сборник стихов «Поҥго йӱр» («Грибной дождь»). Впоследствии вышли «Вӱдшӱдыр» («Звезды в воде»), «Мераҥ шовыч» («Заячий платок»). Автор многих произведений для детей, составитель коллективных сборников, пособий и хрестоматий. На его стихи композиторами Марий Эл написаны популярные песни — «Роза-розмари», «Коктин» и много других.
В публичных выступлениях ставил проблематику модернизации марийской нации, дерусификации городов Марий Эл.

## Произведения
- «Поҥго йӱр» («Грибной дождь», 1985)
- «Вӱдшӱдыр» («Звёзды в воде»)
- «Мераҥ шовыч» («Заячий платок»)